# Мелхиор Ндадайе
Мелхиор Ндадайе (на английски: Melchior Ndadaye) е бурундийски интелектуалец и политик. Той е първият демократично избран президент на Бурунди.

## Биография
Мелхиор Ндадайе е роден на 28 март 1953 г. в Мурама, Бурунди. Учи за учител, но образованието му е прекъснато поради геноцида в Бурунди през 1972 г. Същата година е принуден да избяга в Руанда, за да не бъде убит. Завършва образованието си в Националния университет на Руанда.

## Политическа кариера
Мелхиор Ндадайе бива избран за държавен глава на Бурунди през 1993 г., когато се провеждат първите демократични избори в страната. През същата година избухва гражданска война, поради която правителството му пада. Той е убит на 21 октомври 1993 г.